# El Regional (1988)
Este artículo habla de la segunda versión del periódico coquimbano El Regional. Para conocer sobre el periódico del mismo nombre, iniciado en 1942, véase El Regional
El Regional era un periódico chileno, de carácter local, editado en la ciudad de Coquimbo. Cabe destacar que al parecer este periódico no era una continuación de la primera versión de El Regional, aparecida en 1942 y finalizada a inicios de la década de 1970.

## Historia
La primera edición de la nueva versión de El Regional apareció en Coquimbo el lunes 12 de septiembre de 1988. Su precio era de $70. En la primera edición hablaba de los preparativos para La Pampilla de 1988.
En las primeras ediciones aparecieron numerosos avisos de empresas y gente de la región, con el fin de saludar al naciente periódico. La portada de la primera edición se imprimió completamente en colores, pero en las próximas ediciones se utilizarían aplicaciones de colores planos en casos especiales. Su primer y único director fue Roberto Balanda Pérez.
Al periódico le tocaría cubrir importantes sucesos que se desarrollarían en Chile y la Región de Coquimbo entre fines de la década de 1980 e inicios de la década de 1990, tales como el plebiscito del 5 de octubre de 1988, donde triunfó la opción No; las elecciones presidenciales y parlamentarias de 1989; el retorno a la democracia al asumir Patricio Aylwin como presidente en 1990, y las versiones de La Pampilla de 1988, 1989 y 1990.
De acuerdo a los archivos de periódicos existentes en la Biblioteca Municipal de Coquimbo, la última edición existente fue la número 1.069, fechada el jueves 22 de agosto de 1991. Tenía una extensión de 16 páginas y costó $140 el ejemplar. No se conocen las causas exactas del cierre de la segunda versión de El Regional, el cual duró solo 2 años y 11 meses.